# Johan d’Aulnis de Bourouill

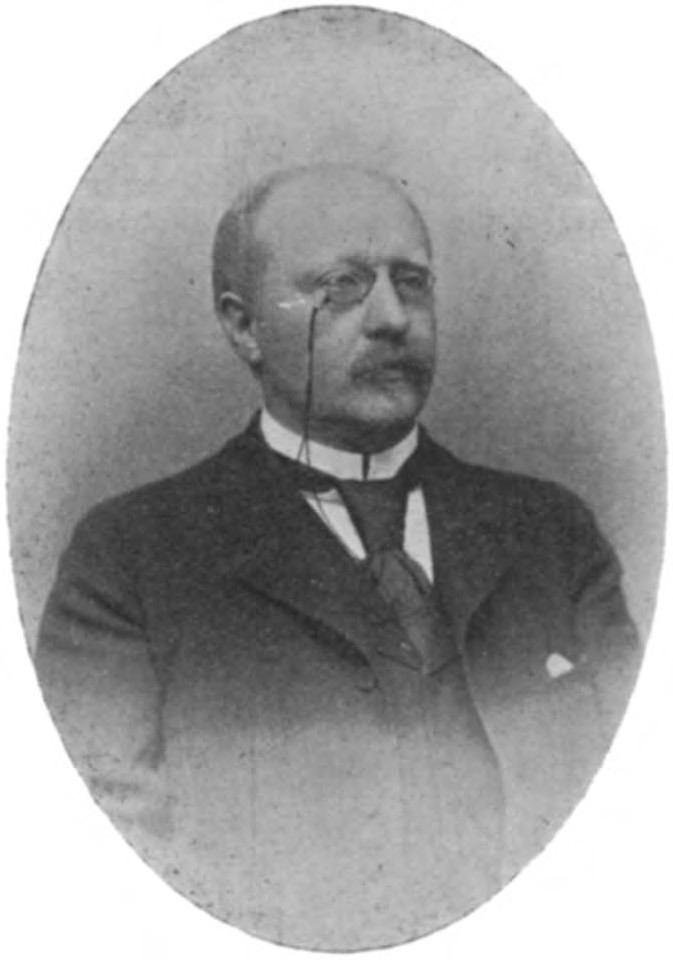
Johan d' Aulnis de Bourouill

Johan d’Aulnis de Bourouill (* 9. April 1850 in Groningen; † 5. September 1930 in Utrecht) war ein niederländischer Ökonom.

## Leben
Johan stammte aus einer Hugenottenfamilie, die nach dem Edikt von Nantes in die Niederlande eingewandert war. Er war der Sohn des Barons Jan Karel Ferdinand d' Aulnis de Bourouill (* 29. Juli 1811 in Olderkerk; † 9. September 1883 in Velp) und dessen Frau Catharina Johanna Quintus (* 7. März 1818 in Groningen; † 3. Januar 1857 ebenda). Ab 1864 besuchte das Gymnasium Gorinchem, ab 1866 das Gymnasium in Maastricht und begann im September 1868 ein Rechtsstudium an der Universität Leiden. Hier wurden Johannes Theodoor Buys, Joël Emanuel Goudsmit, Anthony Ewoud Jan Modderman und Simon Vissering seine prägenden Lehrer. Am 11. November 1874 promovierte er mit dem Thema Het inkomen der maatschappij. Eene proeve van theoretische staathuishoudkunde zum Doktor der Rechte. Danach arbeitete er als Anwalt in Amsterdam und fand am 10. Mai 1875 eine mittlere Beamtentätigkeit beim Finanzministerium in Den Haag. Am 31. Januar 1878 wurde er zum Professor für Staatsökonomie, Statistik und Staatsgeschichte an die Universität Utrecht berufen, welche Aufgabe er am 23. März 1878 mit der Einführungsrede Het katheder-Socialisme antrat.
In Utrecht beteiligte er sich auch an den organisatorischen Aufgaben der Hochschule und war 1888/89 Rektor der Alma Mater. Verschiedene politische und wirtschaftliche Beiträge verfasste er in den Zeitschriften Themis und De Economist. Er arbeitete in verschiedenen staatlichen Kommissionen mit. So vertrat er die niederländische Regierung 1896 auf dem internationalen Landwirtschaftkongress in Budapest und 1898 sowie 1902 beim internationalen Zuckerkongress in Brüssel. Zudem wirkte er in verschiedenen Gelehrtengesellschaften. So wurde er 1879 Honorarmitglied, sowie 1893 ordentliches Mitglied der historischen Gesellschaft in Utrecht, 1879 Mitglied des Königlichen Instituts für die Sprache, Landes und Völkerkunde von Niederländisch-Indien, 1883 Mitglied der Gesellschaft für niederländische Literatur in Leiden, 1887 korrespondierendes Mitglied der Societe d’economie politique in Paris, 1896 Mitglied der Vereinigung für Staatsökonomie und Statistik in Utrecht, 1899 Ehrenmitglied des Cobden-Clubs in London, 1899 Ehrenmitglied der Spinoza Vereinigung, Mitglied der niederländischen Gesellschaft zur Förderung der Industrie, 1892 Mitglied der niederländischen zentralen Kommission für Statistik und 1902 Mitglied der Königlichen Niederländischen Akademie der Wissenschaften. Zudem engagierte er sich für politische Aufgaben. 1891 Mitglied des Utrechter Stadtrates und vertrat ab 1905 die altliberale Partei kiesvereeniging Groningen in der zweiten Kammer der Generalstaaten. 1899 wurde er Ritter des Ordens vom niederländischen Löwen, 1904 Offizier des Ordre des Palmes Académiques, 1909 Kommandeur des Ordens von Oranien-Nassau und 1910 Kommandeur der Ehrenlegion. Nachdem er im März 1917 seine letzte Vorlesung gehalten hatte, verabschiedete sich Aulnis de Bourouill am 4. Juni 1917 mit der Rede De staathuishoudkunde in verband met den wereldoorlog vom Hochschulbetrieb und wurde per königlichen Beschluss am 16. September 1917 emeritiert.
Aulnis de Bourouill heiratete am 9. August 1887 in Maartensdijk Elisabeth Wilhelmina Malvina Twiss (* 16. September 1853 in Utrecht; † 6. November 1934 ebenda), die Tochter des Willem Twiss (3. Juli 1815 in Rotterdam; † 12. Februar 1871 in Utrecht) und dessen Frau Malvina Elisa Suermondt (* 30. September 1828 in Utrecht; † 20. Februar 1908 ebenda). Aus der Ehe stammt die Tochter Malvina Catharina Clara d’Aulnis de Bourouill (* 20. August 1891 in Utrecht; † 8. Mai 1892 ebenda).

## Werke (Auswahl)
- Het inkomen der maatschappij. Eene proeve van theoretische staathuishoudkunde. Leiden 1874
- De wet houdende bepalingen voor het geval van wanbetaling van boeten in strafzaken van 22 april 1864. Leiden 1866 (Online)
- Het katheder-Socialisme. Utrecht 1878 (Online)
- Het hedendaagsche Socialisme. 1886
- De ontwikkeling der Volkswelvaart. 1898
- Les Primes à l’ exportation du sucre. 1899 (Online)